# Un disco per l'estate 1964
La prima edizione del concorso radiotelevisivo Un disco per l'estate venne trasmessa nel 1964.

## La manifestazione
Vide la competizione di 42 motivi, ed era suddivisa in due fasi: la prima fase prevedeva il "passaggio" radiofonico di tutti i motivi in gara (che dovevano essere stati scritti da autori italiani, essere inediti e, nei limiti del possibile, affrontare nel testo temi legati all'estate) in sette trasmissioni quotidiane in onda dal 20 aprile al 13 giugno. Le canzoni furono suddivise in 14 gruppi di tre motivi ciascuno, e i radioascoltatori dovevano votare le canzoni preferite, scegliendone una per ogni terna.
Pervennero circa duecentoquarantasettemila cartoline, e questo dato dà l'idea del successo riscosso, unito al fatto che molte canzoni in gara, nei due mesi, entrarono in hit parade, in maniera tale che, al momento delle tre serate di Saint Vincent (giovedì 18 e venerdì 19 sul secondo canale e sabato 20 giugno sul primo canale), molti brani erano già dei successi (ad esempio Amore scusami di John Foster, Solo due righe di Peppino Di Capri o Con te sulla spiaggia di Nico Fidenco).
Durante le tre serate di Saint Vincent, furono proposte anche in TV le 42 canzoni partecipanti. In questa fase della manifestazione, vi fu una polemica causata da Milva che, non soddisfatta della canzone proposta, annunciò il ritiro dalla gara: fu sostituita da Vanna Scotti, che incise una sua versione di Quando parto per il mare.
Al termine della terza serata, venne comunicata la graduatoria delle 14 canzoni che, ultimato lo spoglio delle cartoline-voto, erano risultate le preferite dal pubblico degli ascoltatori radiofonici, e le stesse furono riproposte a partire dal 14º posto, dove era posizionata Lilly Bonato, preceduta da Peppino Di Capri (13º), Fred Bongusto (12º), Gian Costello (11º), Tony Dallara (10º), Nico Fidenco (9º), John Foster (8º), Ornella Vanoni (7º), Bruno Filippini (6º), Betty Curtis (5º), Jo Fedeli (4º), Mario Abbate (3º), Elio Cipri (2º) e Los Marcellos Ferial (primo posto).
Tra le eliminazioni sorprendono quelle di nomi come Pino Donaggio, (che però sarà ripescato nella fase finale), Nilla Pizzi o Remo Germani, superati anche da artisti debuttanti come Elio Cipri (padre della cantante Syria).
Ma, caso unico nella storia della manifestazione, per questa prima edizione, si decide di procedere alla proclamazione dei vincitori soltanto alla fine dell'estate, per aggiornare la classifica con i dati di vendita dei relativi 45 giri.
Tutte le canzoni in gara (con la sola eccezione del brano di Milva che, come detto, si era ritirata) tornano alla radio tutti i giorni da fine giugno a fine settembre nel programma "Vetrina di un disco per l'estate", e finalmente il 24 ottobre si torna a Saint Vincent per la proclamazione dei vincitori. Nel corso della serata, trasmessa alla radio e in TV, presentata da Pippo Baudo ed Enzo Tortora, si riascoltano le 14 canzoni meglio classificate in una versione strumentale, anche se, a seguito dei dati di vendite dei rispettivi 45 giri, i pezzi di Gian Costello e Lilly Bonato devono cedere il posto a quelli di Franco Talò e Pino Donaggio.
La classifica finale premia al terzo posto "Amore scusami" di John Foster, al secondo "Con te sulla spiaggia" di Nico Fidenco, mentre si confermano al primo posto Los Marcellos Ferial con "Sei diventata nera", che divenne uno dei dischi più venduti dell'anno; la canzone che riscosse il maggior successo dal punto di vista delle vendite discografiche fu però Amore scusami di John Foster.
A partire dall'edizione 1965, il sistema di voto sarà semplificato, e i vincitori saranno proclamati a giugno, indipendentemente dalle vendite dei dischi.

## Elenco delle canzoni partecipanti alla prima fase
In grassetto le 14 canzoni finaliste:
- Mario Abbate: Stanotte nun durmì (testo di Marcello Landi; musica di Mario Zanfagna) - Vis Radio
- Lilly Bonato: L'ho conosciuto al mare (testo di Francesco Specchia; musica di Gianni Fallabrino) - Meazzi
- Fred Bongusto: Mare non cantare (testo di Vito Pallavicini; musica di Gorni Kramer) - Primary
- Carla Boni: Piccola spiaggia (Testo di Angelo De Lorenzo; musica di Pino Cappelletti e Vittorio Buffoli) - Polydor
- Beppe Cardile: Ho un grande desiderio (testo di Tullio Romano; musica di Franco Cassano e Beppe Cardile) - Durium
- Daniela Casa: Beati voi (testo di Marco Luberti; musica di Marco Luberti ed Enrico Simonetti) - Fonit
- Laura Casati: Che sciocco che sei (testo di Luciana Medini; musica di Mario Mellier) - Italdisc
- Elio Cipri: Spara Morales (testo di Daniele Pace; musica di Mario Panzeri e Gene Colonnello) - Cetra
- Carla Corti: Non c'è stato niente (testo di Giancarlo Testoni; musica di Tino Traverso) - Parlophon
- Gian Costello: Week end in Portofino (testo di Leo Chiosso; musica di Bruno De Filippi) - Pathé
- Betty Curtis: La casa più bella del mondo (testo e musica di Daisy Lumini) - CGD
- Tony Dallara: Quando siamo in compagnia (testo di Tony Dallara e Vito Pallavicini; musica di Ezio Leoni) - Jolly
- Franco De Bellis: È perché io ti amo (testo e musica di Franco De Bellis) - CBS
- Jane De Clerc: Per chi (testo di Antonio Sorrentino; musica di Luigi Conte e Antonio Sorrentino) - Vis Radio
- Noris De Stefani: Tu mi ascolti come un disco (testo di Luciano Beretta; musica di  Roberto Negri) - Combo Record
- Tony Del Monaco: Il re del ring (testo di Maggiorino Icardi; musica di Walter Baracchi e Gianluigi Guarnieri) - RCA Italiana
- Riccardo Del Turco: Dimmi se vuoi (testo di Riccardo Del Turco; musica di Luis Enriquez) - RCA Italiana
- Peppino Di Capri: Solo due righe (testo di Mario Cenci; musica di Marcello Scarponi e Giuseppe Faiella) - Carisch
- Pino Donaggio: Quando è sera (testo di Alberto Testa; musica di P.Donaggio) Columbia
- Jo Fedeli: Sei come una lucertola (testo di Bruno Pallesi; musica di Renato De Carli) - Polydor
- Nico Fidenco: Con te sulla spiaggia (testo di Mogol; musica di Nico Fidenco) - RCA Italiana
- Bruno Filippini: Non ho il coraggio (testo di Vito Pallavicini; musica di Walter Malgoni) - MRC
- John Foster: Amore scusami (testo di Vito Pallavicini; musica di Gino Mescoli) - Style
- Remo Germani:  Non piangere per me (testo di Vito Pallavicini; musica di Ezio Leoni) - Jolly
- Katia: Il momento di giocare col mare (testo di Francesco Di Marcantonio; musica di Claudio Tallino) - Vis Radio
- Bruno Lauzi: Viva la libertà (testo e musica di Bruno Lauzi) - Galleria del Corso
- Los Marcellos Ferial: Sei diventata nera (testo di Tullio Romano e Tommaso Biggieri; musica di Marcello Minerbi e Franco Cassano) - Durium
- Milva: Quando parto per il mare (testo di Mogol; musica di Carlo Donida) - Cetra[2]
- Fausto Mola:  Ritorna amore (testo di Vito Pallavicini; musica di Ezio Leoni) - Jolly
- Paola Penni: Solamente un'amicizia (testo di Francesco Gerbino; musica di Renato De Carli) - La Voce del Padrone
- Enrico Pianori: Ombre della mia stanza (testo e musica di Mantovani e Enrico Pianori) - Durium
- Nilla Pizzi: Abbronziamoci insieme (testo di Corrado Iannuzzi; musica di Vittorio Sforzi e Raffaele Catalano) - SIR
- Don Powell: Com'è grande questa casa senza te (testo di Mogol; musica di Iller Pattacini) - Dischi Ricordi
- Elsa Quarta: Prego, non piangere (testo di Giancarlo Longo; musica di Federico Bergamini) - Philips
- Robertino: Un paio di giorni - (testo di Mogol e Alberto Testa; musica di Pino Massara) - Carosello
- Tony Rossi: Non andartene (testo di Luciana Medini; musica di Mario Mellier) - Parlophon
- Ennio Sangiusto: Non è finita (testo di Mediloo; musica di Brim) - Meazzi
- Franco Talò: Il rimorso (Bambina mia non piangere) (testo di Franco Talò; musica di Claudio Valle e Gianni Fallabrino) - Meazzi
- Marisa Terzi: Cosa farei per te - (testo di Nisa; musica di Carlo Alberto Rossi) - CAR Juke Box
- Ornella Vanoni: Poco sole (testo di Mogol; musica di Iller Pattacini) - Dischi Ricordi
- Carmen Villani: Imparerò a nuotare (testo di Vito Pallavicini; musica di Vittorio Sforzi) - Bluebell Records
- Henry Wright: Dammi la tua mano (testo di Francesco Specchia; musica di Gianfranco Intra) - Derby

## Classifica provvisoria (dopo la prima fase)
1. Sei diventata nera - Los Marcellos Ferial - Durium
2. Spara Morales - Elio Cipri - Cetra
3. Stanotte nun durmì - Mario Abbate - Vis Radio

## Classifica finale definitiva
1. Sei diventata nera - Los Marcellos Ferial - Durium
2. Con te sulla spiaggia - Nico Fidenco - RCA Italiana
3. Amore scusami - John Foster - Style

## Numero di cantanti per casa discografica
- Durium: 3 cantanti
- Jolly: 3 cantanti
- Meazzi: 3 cantanti
- RCA Italiana: 3 cantanti
- Vis Radio: 3 cantanti
- Cetra: 2 cantanti[3]
- Dischi Ricordi: 2 cantanti
- Parlophon: 2 cantanti
- Polydor: 2 cantanti
- Bluebell: 1 cantante
- CAR Juke Box: 1 cantante
- Carisch: 1 cantante
- Carosello: 1 cantante
- CBS: 1 cantante
- CGD: 1 cantante
- Combo Record: 1 cantante
- Derby: 1 cantante
- Columbia: 1 cantante
- Fonit: 1 cantante
- Galleria del Corso: 1 cantante
- Italdisc: 1 cantante
- La Voce del Padrone: 1 cantante
- MRC: 1 cantante
- Pathé: 1 cantante
- Philips: 1 cantante
- Primary: 1 cantante
- SIR: 1 cantante
- Style: 1 cantante[4]